# Luther (1974)
Luther (auch bekannt als: John Osborne’s Luther) ist ein Spielfilm aus dem Jahr 1974 von Guy Green, mit dem Schauspieler Stacy Keach in der Hauptrolle des Martin Luther.
Der Film deckt die Zeitspanne von 1506 bis ungefähr 1526 ab. Erzählt wird dabei die Geschichte von einem fiktiven Ritter, der sich der Bauernschaft stark verbunden fühlt. Siebenmal tritt der besagte Ritter auf und kritisiert dabei in seinen Reden Martin Luther. Zum Ende des Films kommt es zu einem Streitgespräch zwischen dem Ritter und Luther, zur Frage, ob dieser die aufständischen Bauern verraten habe.

## Handlung
Luthers Noviziat ist zu Ende. Nun ist er ein vollwertiger Augustinermönch. Er vollzieht die Bußübungen in übertriebener Manier, denn seine Furcht vor Gott lässt ihn nicht ruhen. Ein Besuch des Vaters endet im Streit. Luthers Vater pocht aufs vierte Gebot: „Du sollst deinen Vater und deine Mutter ehren“, und Martin Luther beruft sich darauf, dass er, als er in ein starkes Gewitter kam, der Heiligen Anna das Gelübde gegeben habe, dass, wenn er das Gewitter überlebe, er Mönch werden wolle.  
Jahre später, Luther ist mittlerweile ein selbstbewusster Mönch und Dozent in Wittenberg geworden, hört eines Tages vom Ablassprediger Tetzel, der verspricht, dass sein Ablass sogar die Schändung der Jungfrau vergeben würde. Luther will dies nicht gutheißen und veröffentlicht 95 Thesen gegen dieses Treiben. Doch die Kirche will am Ablasshandel festhalten. Luther soll widerrufen, tut dies jedoch nicht. Der Papst antwortet deshalb mit der Bannandrohungsbulle Exsurge Domine, welche Luther aber öffentlich verbrennt.
Luther wird auf den Reichstag zu Worms geladen, wo er erscheint. Dort wird er von neuem aufgefordert, zu widerrufen. Doch Luther widerruft nicht und spricht die berühmten Worte „Hier stehe ich, ich kann nicht anders, Gott helfe mir, Amen“.
Erneut einige Jahre später haben die Bauern einen Aufstand gewagt und sich dabei teils auf die neue Lehre berufen. Doch der Bauernaufstand wurde von den Fürsten blutig niedergeschlagen. Ein Ritter kommt zu Luther und klagt ihn an, er habe die Bauern verraten und sei am Abschlachten der Bauern schuld. Doch Luther, der in einer Flugschrift ein hartes Vorgehen gegen die Bauern verteidigt hatte, entgegnet ihm „Gott ist der Schlächter“ und lehnt jegliche Verantwortung für das Geschehen ab. Der Film endet kurz nach einem Besuch von Staupitz. Luther, der mittlerweile Katharina geheiratet hat, wiegt seinen jungen Sohn Hans in den Schlaf.

## Hintergrund
Der Film wurde vom American-Film-Theater in Zusammenarbeit mit der Cinévision Ltée produziert. Gefilmt wurde in den Shepperton Studios in England. 
Der Film hatte am 21. Januar 1974 seine US-Premiere und im April 1976 seine England-Premiere. 
Die damaligen Verleihfirmen des Films waren, in den USA das American-Film-Theater und Seven Keys in England.

## Historische Ungenauigkeiten
- Johann Tetzel war nicht in Augsburg bei der Unterredung zwischen Luther und Cajetan dabei.
- Eck war nicht der Sprecher, der Luther in Worms zum Widerruf aufforderte.
- Staupitz starb im Jahr 1524 und kann somit Luther nicht nach dem Bauernkrieg besucht haben.

## Medien
- DVD: Luther – Ind-DVD Ltd